# Laurent Saloff-Coste
Pour les articles homonymes, voir Coste.
Laurent Saloff-Coste (né en 1958) est un mathématicien français, dont les recherches portent sur l'analyse, la théorie des probabilités et la théorie des groupes géométrique.

## Carrière
Saloff-Coste obtient son doctorat  en 1983 à l'Université Pierre-et-Marie-Curie, où il passe sa thèse de troisième cycle. La deuxième partie de son doctorat (Doctorat d'état), est obtenue en 1989, sous la direction de Nicolas Varopoulos avec une thèse intitulée Analyse harmonique et analyse réelle sur les groupes. Il est dans les années 1990, professeur à l'Université Toulouse-III-Paul-Sabatier et, depuis le début des années 2000, il est professeur de mathématiques à l'Université Cornell à Ithaca, New York, où il préside également la Faculté  (2012).
Saloff-Coste s'occupe en tant qu'analyste de questions de la théorie des probabilités, notamment l'étude des équations aux dérivées partielles ou des processus stochastiques pour des procédés de diffusion sur les variétés et leur connexion à la géométrie des espaces sous-jacents et avec les marches aléatoires sur les groupes et leur lien avec la structure algébrique des groupes sous-jacents. De suite, il s'intéresse aux estimations quantitatives des propriétés finies des chaînes de Markov et des algorithmes stochastiques.

## Prix et distinctions
En 1994, il obtient le Prix Rollo Davidson. Il est fellow de l'American Mathematical Society. En 2011, il a été élu à l'Académie américaine des arts et des sciences .

## Publications
- Aspects of Sobolev Type Inequalities, London Mathematical Society Lecture Notes, Band 289, Cambridge University Press, 2002.
- Random walks on finite groups, in  Harry Kesten (éd) Probability on Discrete Structures, Encyclopaedia Math. Sciences, Band 110, Springer Verlag,  2004, pp 263–346.
- avec Persi Diaconis Comparison theorems for random walks on finite groups, Annals of Probability, n°21, 1993, S. 2131–2156
- Lectures on finite Markov chains, in Lectures on Probability Theory and Statistics, Lecture Notes in Mathematics, n°1665, 1997, pp 301-413
- avec Nicholas Varopoulos, Thierry Coulhon Analysis and geometry on groups, Cambridge Tracts in Mathematics, n°100, Cambridge University Press 1992
- avec Dominique Bakry, Michel Ledoux Markov Semigroups at Saint Flour, Reihe Probability at Saint Flour, Springer Verlag 2012